# まだ見ぬ世界
「まだ見ぬ世界」は、@onefiveの1枚目のシングル。2020年6月24日にアミューズから発売された。

## 概要
- 『まだ見ぬ世界』は"まだ見たことのない世界や景色"を想像し、その未来へ向かって進んで行こうという想いがこめられている[4]。
- 2019年10月20日にリリースされたデビュー配信曲の『Pinky Promise』をカップリングに収録。
- 作詞は@onefiveと同年代のYURAが担当している。『まだ見ぬ世界』の歌詞はメンバーがステージでこの曲のパフォーマンスを披露し、ファンとその瞬間を共有する場面を創造し書き上げられている[5]。
- MVはメンバーのSOYO、KANO、MOMO、GUMIが自粛期間中にそれぞれ自宅で撮影した映像を編集して作られた。CDの発売と同日にYouTubeにて公開された[6][7][8]。
- タワーレコード、アスマート限定販売。

## 収録曲

### CD
1. まだ見ぬ世界 [3:48]
作詞：YURA / 辻村有記
作曲：辻村有記
2. Pinky Promise [3:21]
作詞：YURA
作曲：THE CHARM PARK / 辻村有記
3. まだ見ぬ世界(Instrumental)
4. Pinky Promise(Instrumental)
5. おしゃべりコンテンツ～ちょっと@onefiveとお話していきませんか？～